# Stazione di Siena
Stazione di Siena vasútállomás Olaszországban, Siena településen.

## Vasútvonalak
Az állomást az alábbi vasútvonalak érintik:
- Toszkánai Központi Vasút
- Siena-Grosseto-vasútvonal

## Kapcsolódó állomások
A vasútállomáshoz az alábbi állomások vannak a legközelebb:
- Stazione di Badesse
- Stazione di Arbia
- Stazione di Siena Zona Industriale